# Józef Antoni Rosnowski
Józef Antoni Rosnowski (Rossnowski) herbu Ogończyk – starosta nurski w 1729 roku, stolnik sanocki w latach 1716–1744, łowczy lwowski w latach 1709–1716.
Poseł województwa sandomierskiego na sejm 1730 roku i sejm 1740 roku. 
Jako deputat podpisał pacta conventa Stanisława Leszczyńskiego w 1733 roku.
Pochowany u franciszkanów reformatów w Sandomierzu 21 czerwca 1749 roku.